# Šigonskij rajon
Lo Šigonskij rajon (in russo Шигонский район?) è un rajon dell'Oblast' di Samara, nella Russia europea. Istituito nel 1965, il suo capoluogo è Šigony.